# City of Rome (Schiff, 1881)
Die City of Rome von 1881 war ein Linienpassagierschiff auf der Nordatlantikroute.
Die City of Rome war das größte Schiff, das die Inman Line bis 1881 bauen ließ, und gleichzeitig das erste, das die Reederei außerhalb Schottlands in Auftrag gab. Das Schiff sollte ursprünglich aus Stahl gebaut werden, wegen der schlechten Versorgungslage zur Bauzeit wurde sie jedoch aus Eisen hergestellt. Die Verwendung von Eisen statt Stahl führte zu einem höheren Gewicht von ca. 1.500 Tonnen, was ihre Ladekapazität entsprechend verringerte.
Das Schiff hatte einen Klipperbug und ein Klipperheck sowie drei Schornsteine und vier Masten.
Die Schornsteine und die Masten hatten alle den gleichen Neigungswinkel.
Die City of Rome galt in den 1880er Jahren allgemein als das eleganteste Passagierschiff. Das Schiff sollte der Alaska und der Arizona der Guion Line Konkurrenz machen. Auf ihrer Jungfernfahrt benötigte die City of Rome neuneinhalb Tage für die Atlantiküberquerung, sie war damit deutlich langsamer als die Alaska und die Arizona. Das Schiff wurde daraufhin an die Werft zurückgegeben.
Im Jahre 1882 ging die City of Rome an die Anchor Line, welche zu diesem Zeitpunkt 50 Prozent der Anteile an der Bauwerft Barrow Shipbuilding Company hielt. Das Schiff blieb bis 1902 in Dienst. Im Jahre 1902 erfolgte die Abwrackung.
Die City of Rome konnte 271 Passagiere in der 1. Klasse, 250 Passagiere in der 2. Klasse und 810 Passagiere in der 3. Klasse befördern. Nach einem Umbau konnte die City of Rome 75 Passagiere in der 1. Klasse, 250 Passagiere in der 2. Klasse und 1.000 Passagiere in der 3. Klasse befördern.